# Mount Brecher
Mount Brecher är ett berg i Antarktis. Det ligger i Västantarktis. Inget land gör anspråk på området. Toppen på Mount Brecher är 2 100 meter över havet.
Terrängen runt Mount Brecher är kuperad åt sydväst, men åt nordost är den platt. Trakten är obefolkad. Det finns inga samhällen i närheten. 